# The Elephant in the Room
El álbum fue sacado el 11 de marzo de 2008 bajo la firma de la discográfica 'Terror Squad Records'. Es el último álbum (hasta la fecha) que ha sacado Fat Joe, en él participan artistas como R.Kelly, Lil Wayne, Cool & Dre o Birdman.
| #  | Title                          | Producer(s)                               | Featured guest(s) | Time | Samples                                                       |
| -- | ------------------------------ | ----------------------------------------- | ----------------- | ---- | ------------------------------------------------------------- |
| 1  | "The Fugitive"                 | StreetRunner                              |                   | 3:58 | Linda Jones "Fugitive From Love"                              |
| 2  | "Ain't Sayin' Nothin'"         | Cool & Dre                                | Dre and Plies     | 3:38 |                                                               |
| 3  | "The Crackhouse"               | Steve Morales                             | Lil Wayne         | 3:33 | Gene Chandler "Duke Of Earl", Cypress Hill "Hand On The Pump" |
| 4  | "Cocababy"                     | Danja                                     | Jackie Rubio      | 3:26 |                                                               |
| 5  | "Get It for Life"              | DJ Khaled                                 | Pooh Bear         | 3:28 |                                                               |
| 6  | "Drop"                         | Swizz Beatz                               | Jackie Rubio      | 3:00 |                                                               |
| 7  | "I Won't Tell"                 | LV, Sean C, & Mario Winans for The Hitmen | J. Holiday        | 3:47 |                                                               |
| 8  | "K.A.R. (Kill All Rats)"       | StreetRunner                              |                   | 4:00 | Marlena Shaw "Women Of The Ghetto"                            |
| 9  | "300 Brolic"                   | LV & Sean C for The Hitmen                |                   | 3:11 | Tyler Bates "Returns A King", War Scene From "300"            |
| 10 | "Preacher on a Sunday Morning" | Scott Storch                              | Pooh Bear         | 3:28 | (unknown as of yet)                                           |
| 11 | "My Conscience"                | The Alchemist                             | KRS-One           | 4:11 | Bob James "Nautilus"                                          |
| 12 | "That White"                   | DJ Premier                                |                   | 3:12 | The Eleventh Hour "Nasty", DJ Khaled "Brown Paper Bag"        |
| *  | Whatchuu Got (iTunes bonus)    |                                           | Rick Ross & OZ    | 4:20 |                                                               |

## Chart positions
| Chart (2008)                          | Peak position |
| ------------------------------------- | ------------- |
| U.S. Billboard 200                    | 6             |
| U.S. Billboard Top R&B/Hip-Hop Albums | 3             |
| U.S. Billboard Top Rap Albums         | 3             |

- Datos: Q2667278